# Tyczyn (gemeente)
De gemeente Tyczyn is een stad- en landgemeente in woiwodschap Subkarpaten in powiat Rzeszowski.
De zetel van de gemeente is in Tyczyn.

## Administratieve plaatsen (sołectwo)
Biała, Borek Stary, Budziwój, Hermanowa, Kielnarowa, Matysówka